# 1330 до н. е.

## Події
- Мурсілі II зайняв столицю Арцави — Апасу (сучасний Ефес). Перша письмова згадка про місто.

### Астрономічні явища
- 14 червня. Повне сонячне затемнення.[1]
- 9 грудня. Кільцеподібне сонячне затемнення.[1]

## Померли
- Нефертіті